# راطونية
راطونية قرية سوريّة تتبع إداريّاً لمحافظة حلب منطقة منبج ناحية مركز منبج، بلغ تعداد سكانها 195 نسمة حسب التعداد السكاني لعام 2004.

## الحدود
يحد قرية الراطونية من الغرب قرية حية كبيرة، ومن جهة الشمال قرية جب القادر، ومن الشرق قرية الحجر الابيض، ومن الجنوب قرية المعدسة.